# Zulham Zamrun
Zulham Malik Zamrun (sinh ngày 19 tháng 2 năm 1988 ở Ternate, Indonesia) là một cầu thủ bóng đá người Indonesia, hiện tại thi đấu cho câu lạc bộ tại Liga 1
PSM Makassar và đội tuyển quốc gia Indonesia.

## Đời sống cá nhân
Zulham Zamrun sinh ra ở Ternate, Maluku, con trai của Malik Zamrun, một tuyển trạch viên của Persiter Ternate. Anh có người anh sinh đôi Zulvin Zamrun, cũng là một cầu thủ bóng đá.

## Sự nghiệp câu lạc bộ
Vào tháng 1 năm 2015, anh ký hợp đồng với Persipura Jayapura.

## Sự nghiệp quốc tế
Anh có màn ra mắt cho Đội tuyển bóng đá quốc gia Indonesia trong trận giao hữu trước Ả Rập Xê Út ngày 7 tháng 10 năm 2011, nơi anh ra sân từ ghế dự bị.

### Đội tuyển quốc gia
| Đội tuyển quốc gia Indonesia | Đội tuyển quốc gia Indonesia | Đội tuyển quốc gia Indonesia |
| Năm                          | Số trận                      | Bàn thắng                    |
| ---------------------------- | ---------------------------- | ---------------------------- |
| 2011                         | 1                            | 0                            |
| 2012                         | 0                            | 0                            |
| 2013                         | 3                            | 2                            |
| 2014                         | 11                           | 2                            |
| 2015                         | 2                            | 0                            |
| 2016                         | 10                           | 1                            |
| Tổng cộng                    | 27                           | 5                            |

### Bàn thắng quốc tế
| # | Thời gian            | Địa điểm                                           | Đối thủ    | Bàn thắng | Kết quả | Giải đấu            |
| - | -------------------- | -------------------------------------------------- | ---------- | --------- | ------- | ------------------- |
| 1 | 1 tháng 11 năm 2013  | Sân vận động Gelora Bung Karno, Jakarta, Indonesia | Kyrgyzstan | 1–0       | 4–0     | Giao hữu            |
| 2 | 1 tháng 11 năm 2013  | Sân vận động Gelora Bung Karno, Jakarta, Indonesia | Kyrgyzstan | 2–0       | 4–0     | Giao hữu            |
| 3 | 22 tháng 11 năm 2014 | Sân vận động Quốc gia Mỹ Đình, Hà Nội, Việt Nam    | Việt Nam   | 1–1       | 2–2     | AFF Suzuki Cup 2014 |
| 4 | 28 tháng 11 năm 2014 | Sân vận động Hàng Đẫy, Hà Nội, Việt Nam            | Lào        | 4–1       | 5–1     | AFF Suzuki Cup 2014 |
| 5 | 9 tháng 10 năm 2016  | Sân vận động Maguwoharjo, Sleman, Indonesia        | Việt Nam   | 1–2       | 2–2     | Giao hữu            |

## Danh hiệu

### Danh hiệu quốc gia
Indonesia
- Giải vô địch bóng đá Đông Nam Á 2016: Á quân (1)